# 東方兔尾鼠屬
東方兔尾鼠屬（Eolagurus），哺乳綱、囓齒目、倉鼠科的一屬，而與東方兔尾鼠屬（帕氏兔尾鼠）同科的動物尚有絨鼠屬（中國絨鼠）、鼴形田鼠屬（鼴形田鼠）等之數種哺乳動物。